# Quách Thị Lan
Quách Thị Lan (Thanh Hóa, 18 de outubro de 1995) é uma velocista e barreirista vietnamita especialista na distância de 400 metros. Em provas individuais ela ganhou três medalhas de prata nos Jogos do Sudeste Asiático (2013 e 2015), uma medalha de ouro e uma de prata nos Jogos Asiáticos (2014 e 2018) e duas medalhas de ouro no Campeonato Asiático de Atletismo (2017). Ela disputou os Jogos Olímpicos de Verão de 2020 nos 400 m com barreiras, onde chegou até as semifinais terminado na sexta posição em sua seção com o tempo de 56,78 segundos.
Ela é irmã do também velocista Quách Công Lịch, medalhista nos Jogos do Sudeste Asiático.